# Argyresthia chalcochrysa
Argyresthia chalcochrysa is een vlinder uit de familie van de pedaalmotten (Argyresthiidae). De wetenschappelijke naam van de soort werd in 1918 gepubliceerd door Edward Meyrick.